# Шмаково (Смоленская область)
Шмаково — деревня в Смоленской области России, в Починковском районе. Расположена в юго-восточной части области в 38 км к востоку от Починка, на правом берегу реки Стряна. Население — 209 жителей (2007 год). Административный центр Шмаковского сельского поселения.

## История
Бывшее владельческое село. До 1922 года в составе Ельнинского уезда, затем в Починковском районе.
Считается родовым имением матери композитора М. И. Глинки. Однако из материалов Смоленской консистории видно, что в середине XVIII в. Ш. принадлежало дворянскому роду Маневских, представитель которого поручик Иван Федорович Маневский в 1757 г. на свои средства построил здесь деревянную церковь во имя Святого Николая. Затем Ш. перешло к генералу В. В. Энгельгардту (см.), который в конце XVIII в. скупил более 20 имений в Смоленской и других губерниях. Управляющим его смоленскими имениями более 20 лет был Иван Андреевич Глинка, дядя композитора по матери. После смерти В. В. Энгельгардта между его детьми состоялся раздел его обширных владений. Об этом подробно писал в статье «Давние эпизоды» Ник. Энгельгардт (журнал «Исторический вестник», 1911 г.), где, в частности, приводится следующий документ, составленный 5 ноября 1828 г.: «Согласно данному нами, тремя братьями, уверению Ивану Андреевичу Глинке, мы сею бумагою полагаем: 1) За тридцатилетнюю его службу и усердие к батюшке, а также доброе его отношение с нами <...> полагается ему 400 тысяч рублей вознаграждения со следующим условием: 2) В число сей суммы получает Иван Андреевич имение Шмаково, которое <...> обходится нам в 129290 рублей <...>». Возможно, между умершим генералом и Глинками существовала какая-то потайная родственная связь, хотя в родословных росписях Глинок и Энгельгардтов она и не прослеживается.
Композитор М. И. Глинка в своих «Записках» (М., 1988. — С. 16-17) упоминает этого генерала: «В последний год курса, около зимы с 1821 на 22 год, приехал в Петербург дядя Афанасий Андреевич; я воспользовался неважным расстройством здоровья, чтобы на время переехать к нему. Жили мы в доме генерала Василия Васильевича Энгельгардта (племянника фельдмаршала князя Потемкина-Таврического). Он благоволил ко мне, и впоследствии я сохранил дружеские отношения к его сыновьям и их семействам». И далее: «Всякий раз, когда мне удавалось отпроситься на несколько времени из пансиона, я был чрезвычайно рад: старик генерал меня жаловал; в непродолжительном времени я подружился с однолеткой, моей двоюродной сестрой Софьей Ивановной, девушкой отличного воспитания, доброй, миловидной и любившей также музыку и чтение. Отец её, Иван Андреевич Глинка (брат Афанасия Андреевича), был хороший музыкант…».
Имение Шмаково до 1918 г. принадлежало потомкам Ивана Андреевича Глинки.

### Великая Отечественная война
5-6 августа 1941 года немцы вышли к Десне в районе Шмаково-Богданово, где встретили сопротивление 53-й стрелковой дивизии. В начале сентября 1941 года в полосе 43-й армии советскими войсками предпринимались неоднократные попытки перейти в наступление. 10-13 сентября части 145-й танковой бригады и 211-й стрелковой дивизии вели бои в районе Амшара, Шмаково.
12 сентября противник предпринял ряд контратак под Амшарами и Шмаковым против советских частей. Согласно журналу боевых действий штаба Резервного фронта, 13 сентября 1941 года: "...148 тбр  к 14:30 по овладению Шмаково была контратакована противником из Амшары и начала отход на х. Быковница. К исходу дня бригада закреплялась на рубеже Натальино, выс. 221,8 (2602)".
В тот день немцам удалось оттеснить советские войска за Стряну и занять западный берег реки. После чего бои на этом направлении на некоторое время затихли.
18 сентября 1943 года деревня Шмаково была освобождена воинами 1293-го стрелкового полка под командованием майора Прокофьева Георгия Васильевича (1912 - 20.11.1943). Полк входил в состав 160-й стрелковой дивизии 33-й Армии. В журнале боевых действий 160-й стрелковой дивизии за 18.09.1943г. записано: "...1293 СП овладел Шмаково и продолжая уничтожать группы автоматчиков противника вышел на западную опушку леса 2 км юго-зап. Шмаково. В 16-30 пр-к силой до 2-х рот переходил в контратаку с направлений х-ра Березовское и х-ра Павловское. Всего отбито 4 контратаки противника. Главные силы полка вышли на зап. берег безым. озера вост. Шмаково".

## Достопримечательности
- Бывшее имение матери композитора Глинки М. И.